# Ryōji Abe
Ryōji Abe (japanisch 阿部 良二 Abe Ryōji; * 6. März 1953) ist ein ehemaliger japanischer Radrennfahrer.

## Sportliche Laufbahn
Abe war im Bahnradsport aktiv. Bei den Bahnradsport-Weltmeisterschaften 1975 gewann er beim Sieg von John Nicholson aus Australien die Bronzemedaille im Sprint der Berufsfahrer. Danach trat er bei den Weltmeisterschaften nicht mehr an.  In Japan war er im Keirin in einer Vielzahl von Rennen erfolgreich. Er blieb als Keirinfahrer bis 2004 aktiv. Am Ende seiner Laufbahn hatte er im Keirin 670 Rennen gewonnen.